# Anton Rettenbacher
Anton Rettenbacher (18. Februar 1922 in Sautens – 3. Mai 1945 ebenda) war ein österreichischer Widerstandskämpfer gegen den Nationalsozialismus, der in den letzten Tagen des nationalsozialistischen Regimes ermordet wurde.

## Leben
Rettenbacher hatte zumindest drei Brüder. Er arbeitete als Kraftwagenfahrer im Betrieb seines Bruders Hans und schloss sich der Ötztaler Widerstandsbewegung gegen den Nationalsozialismus an, gemeinsam mit den Brüdern Hermann und Georg. Anton Rettenbacher habe „alle Weisungen befolgt, die an Partisanen erteilt wurden. So soll er, nur um im Innern gegen die Naziherrschaft Widerstand zu leisten, Leitungen zerstört und einmal sogar der SS einen Wagen entwendet haben. Er war auch längere Zeit fahnenflüchtig und hielt sich in den Wäldern im Ötztal verborgen.“ Wer die drei Brüder verraten hat, ist ungeklärt. Sie flüchteten am 24. Oktober 1944, versteckten sich in der Nähe des Piburger Sees und kehrten am 2. Mai 1945 gemeinsam mit zwei Deserteuren in ihre Heimatgemeinde zurück, nachdem sie von der Kapitulation der deutschen Streitkräfte in Italien gehört hatten. Sie zogen direkt zum Wohnhaus des Bürgermeisters und des Ortsgruppenleiters der NSDAP, Martin Parth, um ihnen die Schlüssel der Gemeindekanzlei abzunehmen und ihnen „ordentlich die Meinung zu sagen“. Als sie mit der Frau des Ortsgruppenleiters diskutierten, fielen plötzlich Schüsse vom 1. Stock und trafen Anton Rettenbacher tödlich. Im folgenden Feuergefecht wurde sein Mörder, Emil Parth, schwer verletzt. Er starb nach einigen Wochen.

## Gedenken
Am Innsbrucker Befreiungsdenkmal ist sein Name vermerkt.